# 冬蔭功2
《冬蔭功2》是一套泰國動作電影，是《冬蔭功》的續集，導演柏治也·平寇，並由柏朗·伊雲和其師妹琴嘉主演。本片是首部泰國三維電影。

## 外部連結
- 豆瓣电影上《冬荫功2：拳霸天下》的資料 （简体中文）
- 时光网上《冬荫功2：拳霸天下》的資料（简体中文）
- AllMovie上《冬蔭功2》的资料（英文）
- 爛番茄上《冬蔭功2》的資料（英文）
- Box Office Mojo上《冬蔭功2》的資料（英文）
- Metacritic上《冬蔭功2》的資料（英文）
- 互联网电影数据库（IMDb）上《冬蔭功2》的资料（英文）